# Olle Bergman
Bror Olle Bergman, född 9 augusti 1929 i Maria Magdalena församling i Stockholm, död  22 juli 1985 i Sundbyberg i Stockholms län, var en svensk sångare och gitarrist med storhetstid på 1950-talet. Han har även varit känd som textförfattare och skivproducent på EMI från 1962, där han bland annat lanserade Robert Broberg och Carl-Anton, och på Polydor från 1970. Han har översatt omkring 200 schlagertexter till svenska. Han har skrivit både musiken och texten till "Sjung och le" som han sjöng in redan den 20 januari 1955 på skivmärket Roulette. Då sjöng han också in baksidan på 78:varvaren "Se, nu tittar lilla solen in igen". Den är skriven av Åke Wassing.
Han var 1958–1975 gift med Estelle Christensen (1923–2016), tidigare gift Wickman, och fick dottern Anna Olsdotter Arnmar (född 1963), nyhetspresentatör i Sveriges Television. Bergman är begravd på Sundbybergs begravningsplats.

## Grammofoninspelningar i urval
- "Sjung och le" (1955)
- "Se, nu tittar lilla solen in igen" (1955, skriven av Åke Wassing)
- "Du min Anna, min Anna, min Anna-Kristin" (1957)